# Isocrona

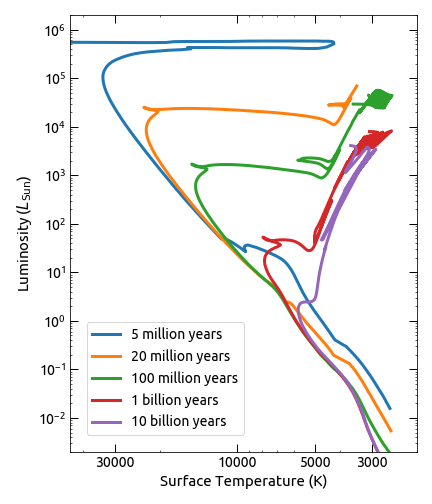
Isocrone teoriche per stelle con metallicità paragonabile a quella solare.

In astronomia, col termine isocrona (dal greco uguale tempo) ci si riferisce al luogo dei punti che una popolazione stellare forma sul diagramma H-R quando le stelle che la compongono hanno la stessa età, ovvero quando le stelle di una popolazione si sono formate tutte nello stesso momento, pur essendo caratterizzate da masse diverse.

## Applicazioni
Esempi osservativi di isocrona, che in prima approssimazione si avvicinano alla definizione teorica, sono dati dagli ammassi stellari; più specificamente dagli ammassi globulari e dagli ammassi aperti.
Una delle prime applicazioni del metodo delle isocrone per datare un ammasso aperto risale al 1963. Se la funzione di massa iniziale dell'ammasso aperto è nota, si possono calcolare le isocrone per ogni età considerando ogni stella della popolazione iniziale, usando simulazioni numeriche per farla evolvere verso l'età desiderata e mettendo poi in grafico la luminosità della stella sul diagramma H-R. La curva risultante è un'isocrona, che può essere confrontata con le osservazioni del diagramma colore-magnitudine. Se i due diagrammi mostrano una buona corrispondenza, l'età assunta per l'isocrona è vicina all'età effettiva dell'ammasso.
Anche le isocrone, così come le tracce evolutive, sono strumenti teorici utilissimi alla comprensione dell'evoluzione stellare e delle popolazioni stellari.